# 朱翊鉅 (荊王)
荊恭王朱翊鉅（1534年—1570年），是追封莊王朱載墭嫡第一子，端王朱厚烇庶長孫，明朝第六代荊王。
朱翊鉅於嘉靖三十二年（1551年）晉封荊世孫，嘉靖三十四年（1553年）襲封荊王。他在位十七年，在隆慶四年（1570年）過世，諡號恭，因嫡長子世子朱常泠被廢為庶人，所以五年後的萬曆三年（1575年）其嫡次子泰寧王朱常𣵧襲封荊王（荊敬王），嫡三子安城王朱常泴後來也襲封荊王（荊康王）。